# Sköldkörtel

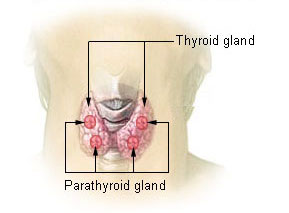
Sköldkörtel (thyroid gland) och bisköldkörtlar (parathyroid glands)

Sköldkörteln, eller tyreoidea (latin: glandula thyreoidea), är en tvådelad endokrin (hormonproducerande) körtel lokaliserad i halsen, strax under struphuvudet och utmed sidorna på luftstrupen. Sköldkörtelns livsnödvändiga hormoner, tyreoideahormoner, går direkt ut i blodet och spelar en viktig roll i ämnesomsättningen.

## Anatomi
Sköldkörteln består av två, ibland tre, lober. Varje lob är fem cm lång, tre cm bred och två cm tjock. Den tredje loben benämns pyramidloben och finns hos ca 15 procent av befolkningen. I normalfallen består sköldkörteln av höger och vänster lob (lobus dexter et sinister). Dessa sammanfogas framtill i isthmus glandulae thyroideae som ligger framför ringbrosket (cartilago cricoidea).

## Hormonproduktion

Strukturformel för trijodtyronin (T3)

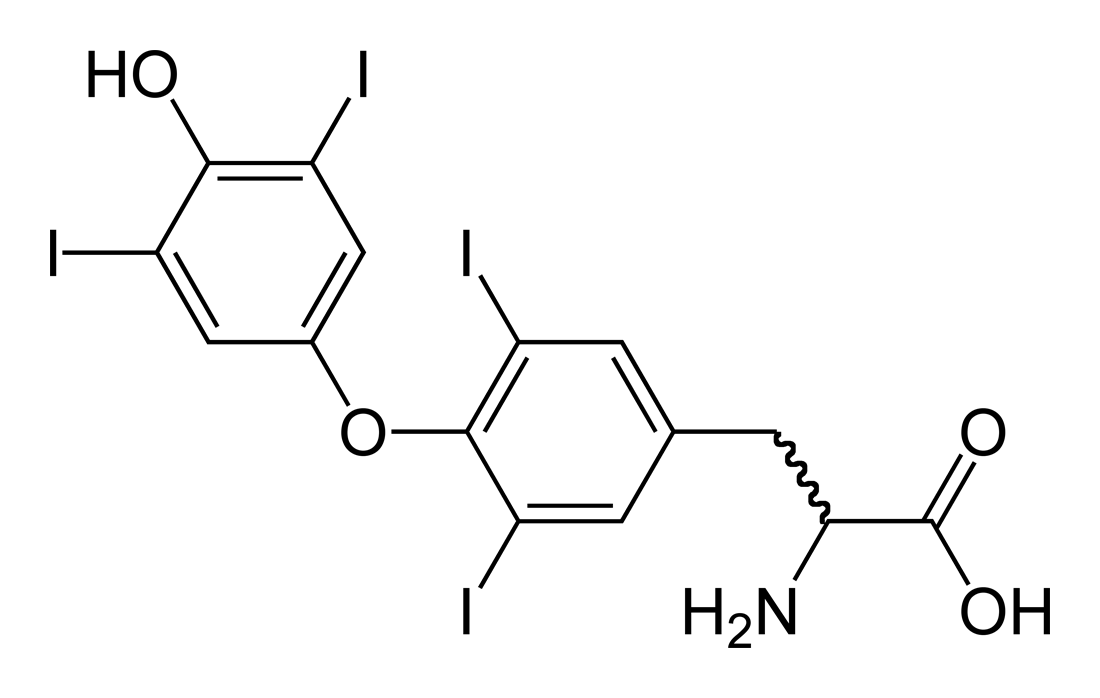
Strukturformel för tyroxin (T4)

Histologiskt består sköldkörteln av sfäriska folliklar. På dessas cellytor finns tyreotropinreceptorer som binder TSH vid sköldkörteln. Sköldkörtelns celler samlar upp tyrosin och salt (Na+/I-). I cellerna katalyseras saltets jodid till jod av tyreoperoxidas. I follikelcellerna bildas tyreoglobulin med detta jod, som samlar tyrosinet. Vid syntesen av tyrosin och jod bildas tyreoideahormoner. Hormonerna är fästa vid tyreoglobulinet tills TSH fäster vid tyreotropinreceptorerna. Fäst på receptorerna signalerar TSH att hormonerna ska frisättas från tyreoglobulinet och follikelcellerna. Därmed utsöndras hormonerna från sköldkörteln in i blodet. 
Syntesen av tyrosin och jod vid tyreglobulinet bildar så kallat tyroxin (T4) vilket är ett av de två viktigaste tyreoideahormonerna. Omkring 80 procent av T4, normalt sett, dejoderas till trijodtyronin (T3) i vävnaderna. T3 är mycket mer aktivt än T4, som i stor utsträckning är ett prohormon. En del T3 bildas också i sköldkörteln. Omkring 20 procent av det totala T3 bildas där genom att överblivna rester från produktionen av T4, monojodtyrosin och dijodtyrosin, dejoderas av ett sköldkörtelenzym, jodtyrosindejodinas typ II. 
Huvuddelen av det T4 och T3 som utsöndras från sköldkörteln är bunden till transportproteiner. Det är den fria icke-proteinbundna fraktionen av T4 och T3 som är biologiskt aktiv. Sköldkörtelhormonerna T3 och T4 transporteras i blodet i störst (70 procent) utsträckning bundet till proteinet TBG (tyroxinbindande globulin), men även till viss del (15-20 procent) av albumin samt (10-15 procent) transtyretin och cirka 3 procent bundet till lipoproteiner. TBG har två viktiga funktioner: 
1) bidra med en stor cirkulerande reservoar av T4, för att buffra för akuta förändringar i sköldkörtelfunktion (efter borttagande av sköldkörteln har cirkulerande T4 minskat med ca 50 procent efter en vecka), 
2) minska förlust av T4 och T3 genom att binda och minska förlust genom urin. 
Endogent producerat eller exogent tillfört fritt T4, kompenseras raskt genom bindning till TBG, eftersom bara 30 procent av dess T4 bindningsställen normalt är upptagna. Transtyretin och albumin har lägre affinitet men högre kapacitet att transportera hormonerna. Via blodet når sedan tyreoideahormonerna kroppens celler där de påverkar ämnesomsättningen. När T4 och T3 via blodet når målceller i kroppen binder det sig dit vid sköldkörtelhormonreceptorer, varmed de kan verka cellulärt.
Produktionen av T3 och T4 regleras av det sköldkörtelstimulerande hormonet TSH från hypofysen med negativ återkoppling. När T4 och T3 är låga produceras mer TSH, och när T4 och T3 är höga bildas mindre TSH. Som regel brukar därför låga TSH-värden ses vid höga värden av T4 och T3 och vice versa (vid vissa sjukdomstillstånd kan det vara tvärt om). TSH regleras också av ett hormonet TRH från hypotalamus. Mycket TRH ger mycket TSH och därmed mer T4 och T3. Sköldkörteln aktiveras dessutom av typ I-receptorer för vasoaktiva intestinala peptider.
I sköldkörteln bildas också kalcitonin, som sänker kalciumnivåerna i blodet genom att minska osteoklasternas nedbrytning av benvävnad.
Sköldkörtelns aktivitet beror på samverkan med flera hormoner och kroppsliga processer. Den beror också på klimatet, temperaturen i omgivningen och altituden, vilket bidrar till skillnader i basalomsättningen. Vad som är en normalt fungerande sköldkörtel kan därför ses i relation till i vilket klimat och på vilken altitud personen bor, och vilken årstid det är. Personer som lever i mycket kallt klimat kan drabbas av polärt T3-syndrom vilket i sammanhanget är ett normalt tillstånd.
Sköldkörtelns funktion hos gravida kvinnor påverkar i hög grad fostrets utveckling. Högaktiv, men frisk, sköldkörtel kan möjligen öka fostrets storlek, medan en hypotyreos orsakar låg födelsevikt.

### Relaterade sjukdomar
Det är relativt vanligt med sköldkörtelsjukdomar och de drabbar fem procent av befolkningen. Sköldkörtelhormonerna är viktiga bland annat för normal tillväxt under uppväxten. Brist på sköldkörtelhormoner under tidiga barndomsår kan resultera i kongenitalt jodbristsyndrom (kretinism), som karaktäriseras av bland annat intellektuell funktionsnedsättning och kortvuxenhet.
Sköldkörtelcancer är mycket ovanligt men antalet fall har ökat de senaste åren.
Sköldkörtelhormonerna ökar även cellernas metabolism (ämnesomsättning) och därigenom värmeproducerande förmåga samt förmåga att bibehålla rätt koncentrationer av joner i och utanför cellen. De vanligaste orsakerna till underfunktion i sköldkörteln, hypotyreos, är globalt endemisk jodbrist samt ett autoimmunt tillstånd benämnt Hashimotos sjukdom vilket är vanligaste orsaken i I-länderna. Sköldkörtelns sjukdomar är en undergrupp till endokrinologi som är en del av invärtesmedicin.
Överproduktion av sköldkörtelhormon går under benämningen hypertyreos (jfr struma). Vid giftstruma är kroppens metabola processer hyperaktiva. Vid hypertyreos är halten av TSH i blodet sänkt medan fritt T4 och fritt T3 i typiska fall uppvisar förhöjda halter. Vid hypotyreos gäller det motsatta förhållandet för TSH, fritt T4 och fritt T3.
Sköldkörtelns aktivitet kan påverkas av andra sjukdomar, så kallade euthyroid-sick syndromes.

## Kirurgi
Borttagande av sköldkörteln kallas tyreodektomi och är praxis vid sköldkörtelcancer, svårare hypertyreos och storväxt struma som kan leda till mekaniska besvär. Vid total tyreodektomi är det alltid nödvändigt med livslång läkemedelsbehandling med sköldkörtelhormon. Vid partiell tyreodektomi kan det dock vara möjligt för den kvarvarande delen att helt eller delvis kompensera för förlusten.